# Dizionario enciclopedico degli scacchi
Le Dizionario enciclopedico degli scacchi (littéralement : Dictionnaire encyclopédique des échecs) est une œuvre écrite en italien par Adriano Chicco et Giorgio Porreca, publiée à Milan par Ugo Mursia Editore (it) en 1971.
Le travail est organisé par ordre alphabétique et couvre tous les sujets liés au jeu d'échecs. Il est livré avec 96 planches noir et blanc, avec 234 illustrations. 579 pages, format 16 × 23 cm. Jusqu'à présent, il peut être considéré comme la plus grande encyclopédie sur les échecs publiée en Italie.
Les sujets les plus vastes sont les biographies d'échecs, la théorie des ouvertures, les championnats du monde, l'histoire des échecs et les tournois internationaux (avec les résultats de nombreux tournois et 32 tableaux complets).
Particulièrement riche est le traitement des échecs en Italie, avec des classements complets de tous les championnats italiens, même par correspondance, joués jusqu'en 1971. La partie relative aux problèmes et aux études, dont les deux auteurs ont été de grands connaisseurs, avec des biographies et des exemples de problèmes des principaux compositeurs est également très vaste.